# Visor réflex

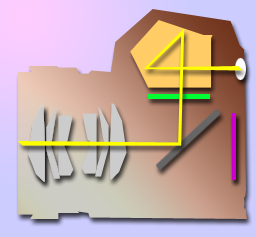
Cámara de fotos con el obturador cerrado.

El visor réflex es aquel que permite al fotógrafo ver la escena a retratar a través del objetivo de la cámara fotográfica, de modo que lo que está viendo es exactamente lo que será captado en la fotografía evitando así el error de paralaje que se da en las cámaras con visores ópticos tradicionales.
Para posibilitar esto la cámara dispone detrás del obturador de un espejo plegable finamente ajustado a 45° de modo que la luz que entra por el objetivo se refleja en el espejo hacia arriba donde un pentaprisma la conduce hacia el visor e invierte la imagen para que se vea correctamente.

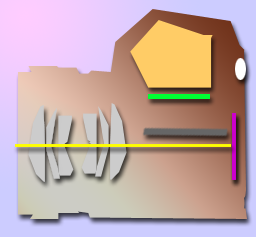
Cámara de fotos con el obturador abierto.

El inconveniente de este tipo de visores es que durante el disparo (mientras el obturador permanece abierto) el espejo principal se pliega para dejar paso a la luz hacia el elemento fotosensible de la cámara (película fotográfica o sensor de imagen).